# Kamfiruz (bakhsh)
Kamfiruz (persiska: بخش کامفیروز, Bakhsh-e Kamfiruz) är ett distrikt (bakhsh) i Iran. Det ligger i delprovinsen (shahrestan) Marvdasht, i provinsen Fars, i den centrala delen av landet.